# ناي حناوي
ناي حناوي مُتَرجِمة لبنانية. حَصَلَت عَلى درجة البكالوريوس في الجامعة الأمريكية في بيروت ووزارة الخارجية في الترجمة في جامعة اركنساس. ومنذ عام 2002، دَرََسَت اللغة الإنجليزية والآداب في الجامعة العربية المفتوحة في الكويت. ناي حازَت على جائزة أركنساس للترجمة العربية لِتَرجَمَتِها رِواية جبور الدويهي اعتدال الخريف. وقد ظهر شعرها في استعراض ألاسكا الفصلي.